# Jack LaLanne
Francois Henri "Jack" LaLanne (San Francisco, California; 26 de septiembre de 1914 - Morro Bay, California; 23 de enero de 2011) fue un experto en fitness y nutrición estadounidense.

## Biografía

### Primeros años de vida
Francois Henri LaLanne nació en San Francisco, California, hijo de Jean LaLanne y Jennie Garaig. Sus padres eran inmigrantes franceses provenientes de Oloron-Sainte-Marie, en el extremo suroeste de Francia. Él creció en Bakersfield, California, y más tarde se mudó a Berkeley, cuando todavía era un niño. Su padre murió a los 58 años de un ataque al corazón. LaLanne escribió que cuando era niño era adicto al azúcar y la comida basura. Tuvo episodios violentos dirigidos contra sí mismo y contra otros, y se describió como un niño desgraciado. Además de tener un mal carácter, también sufría de dolores de cabeza y bulimia, y temporalmente abandonó la escuela a los 14 años. Al año siguiente, a los 15 años, escuchó al pionero en comida sana Paul Bragg en una charla sobre salud y nutrición, centrándose en los «males de la carne y el azúcar».
El mensaje de Bragg tuvo una poderosa influencia en LaLanne, que luego cambió su vida y comenzó a concentrarse en su dieta y ejercicio. En sus propias palabras, «volví a nacer», y además de su nuevo enfoque en la nutrición, comenzó a trabajar a diario. Volvió a la escuela, donde formó parte del equipo de fútbol del instituto, y más tarde fue a la universidad en San Francisco, donde obtuvo el título de Doctor Quiropráctico. Cursó estudios de anatomía del cuerpo humano de Henry Gray y se concentró en el culturismo y levantamiento de pesas.

### Trayectoria en gimnasios
Después de graduarse en la escuela secundaria, LaLanne acudió a clases nocturnas en el Colegio Quiropráctico de Oakland, en San Francisco, y se graduó con el título de Quiropráctico. En 1936, abrió su propio gimnasio en Oakland y motivó a sus clientes a mejorarse a través del levantamiento de pesas. LaLanne diseñó máquinas de poleas usando cables y el selector de peso que ahora es un estándar en la industria del ejercicio.
LaLanne también motivó a las mujeres a levantar pesas (en su momento se pensaba que esto haría a las mujeres lucir masculinas). En los años ochenta, su cadena de gimnasios llamada Jack LaLanne's European Health Spas superaban los 200 locales. Con el tiempo, otorgó licencias para todos sus gimnasios a la compañía Bally y ahora son conocidos como Bally Total Fitness.

### Últimos años
Hasta el día previo a su muerte, a los 96 años, LaLanne continuaba haciendo ejercicio a diario. Cada mañana se ejercitaba durante dos horas: durante hora y media levantaba pesas y durante media hora más realizaba natación o caminata. LaLanne y su esposa Elaine vivían en Morro Bay (California).

### Muerte
LaLanne murió el 23 de enero de 2011 en su casa en Morro Bay (California) de insuficiencia respiratoria, debido a una neumonía. Tenía 96 años. De acuerdo a su familia, había estado enfermo durante una semana, pero él se negó a visitar o ver un doctor o médico. Añadieron que él había estado llevando a cabo su rutina diaria de entrenamiento el día antes de su muerte.

## Logros
- 1954 (40 años): Nada toda la longitud del puente Golden Gate de San Francisco, un récord mundial.[4]
- 1955 (41 años): Nada con las manos esposadas desde la isla de Alcatraz hasta el puerto de San Francisco.[5]
- 1956 (42 años): Logra un récord de 1033 flexiones en 23 minutos para el programa televisivo You Asked for It (en español, Tú lo pediste).[6]
- 1957 (43 años): Nada con las manos esposadas remolcando un crucero de más de 1100 kg a lo largo del canal del Golden Gate.[cita requerida]
- 1959 (45 años): Logra hacer 1000 dominadas y 1000 flexiones en 1 hora y 22 minutos.[cita requerida]
- 1974 (60 años): Vuelve a nadar por la isla de Alcatraz, pero esta vez remolcando un barco de 455 kg.[7]
- 1975 (61 años): Repite la hazaña de 1954 pero remolcando un barco de 300 kg.[8]
- 1980 (66 años): Nada con las manos esposadas remolcando 10 botes con 77 personas en Miami Beach (Florida) a lo largo de 1,6 km en menos de una hora.[cita requerida]
- 1979 (65 años): Remolca 65 barcos de arrastre llenos de 2900 kilos de pasta de madera del Pacífico Luisiana mientras nada esposado con grilletes en el lago Ashinoko, cerca de Tokio (Japón).[cita requerida]
- 1984 (70 años): Nada remolcando 70 botes con 70 personas a lo largo de 2 km.[9]
- 1996 (82 años): Abre su primer centro de acondicionamiento físico para Wesley.
- 2002 (88 años): Recibe una estrella en el paseo de la fama de Hollywood.[cita requerida]